# Фальшива дев'ятка

Фальшива дев'ятка (Сеск Фабрегас) на тактичній схемі збірної Іспанії у фіналі Євро-2012

Фальшива дев'ятка (англ. False 9) — футбольна позиція, за якою футболіст розташовується на місці центрфорварда («дев'ятки»), але основним завданням якого є не забивати голи самостійно, а під час атаки зміщуватися в бік від воріт противника, ведучи за собою захисників, щоб у звільнену зону увірвався його партнер, якими зазвичай є крайні або центральна атакувальні півзахисники. В іншому випадку, якщо захисник залишився в своїй зоні і не пішов слідом за своїм прямим опонентом, він дає тому мати повну свободу дій між зонами оборони і півзахисту суперника, при цьому створюючи кількісну перевагу для своєї команди в центрі поля.
Хоча використання такого типу стратегії не є новим у футболі і використовується з 1930-х років, ця концепція стала популярною лише на початку ХХІ століття.

## Історія
Австрійський гравець Маттіас Сінделар був у 1930-х роках найвідомішою «фальшивою дев'яткою» довоєнного періоду, хоча така схема була відома і раніше — уругваєць Хуан Ансельмо виступав у цьому статусі на переможному чемпіонаті світу 1930 року, а журналіст Джонатан Вілсон писав, що відтягнуті форварди були відомі в Центральній Європі ще в 1920-х.
Після війни одним з найвідоміших представників цієї позиції був угорський Нандор Хідегкуті, який грав у легендарній угорській «Золотій команді» саме під 9 номером. «Ми постійно змінювали свої позиції. Тому те, як ми розміщувалися на початку гри, не мало жодного значення. Нашим завданням було заплутати захист суперників» — згадував Хідегкуті.
У 1970-ті роки Йоган Кройф вдосконалив роль «хибної дев'ятки», яка стала ключовим елементом нідерландського «тотального футболу». Йоган забезпечував постійні зміни позицій, високий пресинг, володіння м'ячем, перепасовку через трикутники, використання всієї ширини поля і перевантаження зон в атаці та компактність в захисті.
2006 року «Рома» під керівництвом Лучано Спаллетті грала за схемою 4-6-0, де Франческо Тотті виконав цю роль. Також «Арсенал» під керівництвом Арсена Венгера використав цю ігрову модель, використовуючи у ролі хибної дев'ятки Робіна ван Персі.
Саме в такому стилі збірна Іспанії виграла Євро-2012, де головний тренер іспанців Вісенте Дель Боске, втративши через травму перед турніром класичного центрфорварда Давіда Вілью, зробив ставку на так звану «фальшиву дев'ятку», роль якої зіграв півзахисник Сеск Фабрегас, в той час як «справжній» форвард Фернандо Торрес не провів на турнірі жодної повної гри. Таку ж систему в той час використовувала і «Барселона» з Ліонелем Мессі, спочатку під керівництвом тренера Пепа Гвардіоли, а пізніше за його наступника Тіто Віланови. Цю ж модель Гвардіола продовжив використовувати і після переходу до «Манчестер Сіті». Там у ролі «фальшивої дев'ятки» в нього грали в різний час Бернарду Сілва, Кевін Де Брейне, Філ Фоден та Ферран Торрес.
В подальшому на позиції «хибної дев'ятки» грали Вейн Руні, Еден Азар, Пауло Дибала, Антуан Грізманн, Роберто Фірміно, Джессі Лінгард і Рахім Стерлінг. В Україні яскравим представником «фальшивої дев'ятки» став гравець «Динамо» (Київ) Денис Гармаш.